# 2-й Котельнический переулок
2-й Коте́льнический переу́лок — улица в центре Москвы в Таганском районе между Верхней Радищевской улицей и Котельнической набережной.

## История
До 1954 года — Новый Космодамианский, по церкви Космы и Дамиана Нового, известной с начала XVII века (сломана в 1933 году). Современное название — по существовавшей в этой местности дворцовой Котельнической слободе, где жили мастера, изготовлявшие котлы.

## Описание
2-й Котельнический переулок начинается от Верхней Радищевской, проходит на запад, пересекает Гончарную, затем спускается к Москве-реке до Котельнической набережной. Однако после строительства здания на переулке он оказался разделён на 2 части.